# Base Eco
En el universo ficticio de Star Wars la Base Eco fue una base rebelde situada en el sexto planeta del sistema homónimo de Hoth, en la galaxia que aparece en la mencionada saga de ficción de La Guerra de las Galaxias y una de sus localizaciones más importantes.

## Construcción y uso en la segunda película de la saga
Aparece en el Episodio V: El Imperio Contraataca, Irvine Kershner, 1980, (20th Century Fox). Es la base que construyen los rebeldes tras huir de varios planetas por los incesantes ataques del Imperio Galáctico, en represalia por la destrucción de la primera Estrella de la Muerte, al final de la primera película. Los rebeldes eligieron hacer su base secreta allí porque Hoth era un lugar que carecía de vida humana y aquello medio funcionó. El entonces aún capitán Firmus Piett a bordo del Superdestructor Estelar Ejecutor, (la nave a bordo de la cual viajaba Darth Vader), se basó en ese hecho para tratar de convencer al almirante Ozzel (a quien terminó sustituyendo, debido a un error mal pensado del propio Vader), que pensaba que podía tratarse de una colonia minera o de simples contrabandistas. Los rebeldes por su parte no detectaron al Escuadrón de la Muerte, como se hacía llamar la flota de Vader, porque Ozzel ordenara salir del hiperespacio demasiado cerca del Sistema, (como creyó Vader), sino porque descubrieron en la superficie helada a un droide sonda de reconocimiento imperial, que había abandonado el Destructor Estelar Acusador al comienzo de la película.
La base al mando del general alderaniano Carlist Rieekan, disponía además de un cañón de iones que permitió la evacuación de los transportes rebeldes dejando inutilizado el Destructor Estelar Tirano al mando del cual se encontraba el capitán Xamuel Lennox, que creyó que obtendría a su primera presa del día.
En Hoth además adiestraron a unos taun-taun que cabalgaban tan solo sobre las dos patas traseras para usarlos a modo de caballos.

## Producción
En esta segunda entrega de saga cinematográfica dirigida por Irvine Kershner, escrita y producida por Goerge Lucas y cuyo guion corrió a cargo de Leigh Brackett y Laurence Kasdan (quién repetiría junto a Lucas en la siguiente entrega), los exteriores del planeta Hoth, se recrearon cerca Finse, en Noruega, mientras que las escenas en la Base Eco, se filmaron en Reino Unido en los Estudios Elstree.

## Problemas en la ficción
Tras vencer a los Wampas, una especie parecida al Yeti nativa de Hoth, los rebeldes no tuvieron más problemas para construir la Base Eco excepto el frío y la nieve. Pero no debieron vencer a todos los wampas. Uno de ellos fue el que atacó a Luke y a una hembra de taun-taun que él montaba mientras hacia su ronda. Además la novela de Donald F. Glut The Empire Strikes Back hace referencia a que los rebeldes tenían varios apresados en el interior de la Base Eco. En una escena de la película durante la carrera de Han, Leia y Trespeó hacia el Halcón, se puede ver una advertencia de peligro al respecto en una puerta, algo muy comentado posteriormente por el equipo de Producción. 

## Destrucción en Episodio V
La Base Eco fue destruida por el Imperio en presencia del propio Darth Vader, justo a tiempo para que los líderes rebeldes, entre ellos Han Solo y Luke Skywalker, tuvieran tiempo de escapar junto con muchas tropas rebeldes. La Base Eco poseía un generador de escudo muy resistente y potente, pero que fue destruido por los disparos de los AT-AT (Caminantes todoterreno) acompañados de algunos AT-ST (en la edición de 1997 y vistos por primera vez en el Retorno del Jedi en 1983) del Imperio.
El Imperio había dado la orden de lanzar driodes sondas por la galaxia en busca de los rebeldes y uno de ellos, (aparentemente no el disparado por Han, sino presumible y posiblemente otro), que también salió de El Acusador, delató una posible presencia de los rebeldes. Esto puso los ojos del Imperio sobre Hoth y "probablemente" debido a un exceso de confianza de los rebeldes en la idea de que Hoth carecía de vida humana, pudo ser lo que provocaría que éstos solo dispusieran del tiempo justo para derribar a algún caminante imperial y sobre todo para preparar y llevar a cabo la evacuación una vez más.
- Datos: Q8243344